# 郭濬
郭濬（1451年—？），字舜德，直隸真定府平山縣人，軍籍，明朝政治人物。

## 生平
順天府鄉試第六十五名舉人。弘治三年（1490年）中式庚戌科會試第二百十七名，三甲第一百零三名進士。五年任吉水县知县。

## 家族
曾祖郭祖；祖父郭清；父郭敦，縣丞。母賈氏。慈侍下。弟郭濠。